# Sociologie du langage
La sociologie du langage est l'étude des relations entre le langage et la société. Il est étroitement lié au domaine de la sociolinguistique, qui se concentre sur l'effet de la société sur le langage.

## Développement
La sociologie du langage est l'étude des relations entre le langage et la société. Elle est étroitement liée au domaine de la sociolinguistique, qui se concentre sur l'effet de la société sur le langage. L'un de ses praticiens les plus anciens et les plus prolifiques est Joshua Fishman, qui a été le rédacteur en chef fondateur de l'International Journal of the Sociology of Language (en). La sociologie du langage étudie la société par rapport au langage, tandis que la sociolinguistique étudie le langage par rapport à la société. Pour la première, la société est l'objet d'étude, alors que, pour la seconde, la langue est l'objet d'étude. En d'autres termes, la sociolinguistique étudie la langue et la manière dont elle varie en fonction du contexte sociologique de l'utilisateur, tel que le sexe, l'origine ethnique et la classe socio-économique. D'autre part, la sociologie du langage (également appelée macro sociolinguistique) étudie la société et la manière dont elle est influencée par la langue. Comme l'indique Andreas Pickel, professeur de politique mondiale à l'université de Trent, « la religion et d'autres systèmes symboliques qui façonnent fortement les pratiques sociales et déterminent les orientations politiques sont des exemples de l'importance sociale que peuvent avoir ces langues ». L'idée de base est que la langue reflète, parmi plusieurs autres choses, des attitudes que les locuteurs veulent échanger ou qui sont simplement reflétées par l'utilisation de la langue. Ces attitudes des locuteurs constituent l'information du sociologue.
La sociologie du langage cherche à comprendre la manière dont la dynamique sociale est affectée par l'utilisation individuelle et collective du langage. Selon Su-Chiao Chen du centre linguistique de l'université nationale des sciences et technologies de Taiwan, la langue est considérée comme une valeur sociale dans ce domaine, qui étudie les groupes sociaux pour des phénomènes tels que le multilinguisme et les conflits linguistiques. Il s'agit de savoir comment l'identité d'un individu ou d'un groupe est établie par la langue qu'il peut utiliser. Elle cherche à comprendre l'expression individuelle, c'est-à-dire l'investissement dans les outils linguistiques auxquels on a accès pour se présenter aux autres.